# 北朝馬祖介
北朝馬祖介（学名：Matsucythere peichao）为粗面介科馬祖介屬下的一个种。